# Delphyre minuta
Delphyre minuta là một loài bướm đêm thuộc phân họ Arctiinae, họ Erebidae.